# Khemed
El Khemed es un país imaginario de las historietas de la serie Las aventuras de Tintín, del dibujante belga Hergé.

## Datos
El Khemed es un emirato árabe situado aparentemente en la Península arábiga, en las costas del Mar Rojo. Rico en petróleo, está sacudido incesantemente por las luchas entre el emir Mohammed Ben Kalish Ezab y su adversario el jeque Bab el-Ehr, en las que intervienen las compañías petrolíferas, que apoyan a uno u otro. El emir reside en Hasch El Hemm, pero la capital y ciudad principal es Wadesdah. Su principal puerto es Khemkhah. 
Aparece por vez primera en la versión definitiva de Tintín en el país del oro negro, sustituyendo a la demasiado política Palestina de la primera versión; el puerto de Khemkhah sustituye a Haifa y Bab el-Ehr deja de luchar contra los colonos judíos y los ocupantes británicos para ser el gran enemigo del emir reinante. Más tarde, en Stock de coque, el jeque Bab el-Ehr ha tomado el poder y el país es escenario de una trama de tráfico de esclavos en la que participan el jeque, Rastapopoulos y la compañía Arabair.

## Economía
La economía del Emirato se basa en el petróleo, de ahí que surgen las disputas entre las empresas que apoyan al Emir y a su opositor el Jeque Bab el-Ehr. El país cuenta además con compañía aérea propia, Arabair, y una considerable flota pesquera.

## Fuerzas Armadas
El continuo conflicto entre el Emir y el Jeque ha llevado al Ejército del Khemed a ser una fuerza muy bien armada y bien adiestrada. El cuerpo de los "camelleros" es una fuerza de élite que custodia las costas del emirato. La Guardia del Emir es un cuerpo muy leal al Emir que decidieron acompañarlo a este cuando cayó del poder. El Khemed cuenta con una poderosa aviación, con una considerable flotilla de cazabombarderos bimotores De Havilland DH.98 Mosquito, rapidísimos aviones que son muy útiles en los ataques en picada, que fueron los que llevaron al Jeque a tomar el poder. El cuerpo motorizado no se queda atrás, ya que los tanques y jeeps recibidos de otras potencias hacen del Khemed un territorio difícil de tomar.

## La Guerra Civil
Dicen los rumores, de que el Emir Mohammed Ben Kalish Ezab y el Jeque Bab el-Ehr eran muy amigos en la infancia y juventud, ya que el padre del Bab el -Ehr, Ahmed el -Ehr, era la mano derecha del padre de Mohammed, el Emir Mohammed Fatimi Kalish. Se dice que Ahmed empezó a conspirar contra el Emir, a causa de una disputa relacionada con las compañías petrolíferas que explotaban el Khemed. Esto derivó en un golpe de Estado fallido de Ahmed, que terminó en la cárcel donde murió al poco tiempo. Mohammed Fatimi murió poco después y su hijo, Mohammed Ben, empezó una furiosa persecución contra los partidarios del sucesor de Ahmed, Bab el-Ehr, que se fugó al desierto donde empezó la rebelión. La rebelión estuvo en las sombras mucho tiempo pero en 1962 el Jeque, gracias a ayuda financiera y militar externa, logró llegar al poder. Pero la intervención de Tintín, seguido del descubrimiento de la operación "Stock de Coque", y finalmente la contrarrevolución del Emir, terminaron con el triunfo de este último y la desaparición física del Jeque.

## Otros personajes
Otros personajes de la serie tienen en algún momento relación con el Khemed: Piotr Pst es piloto de sus fuerzas aéreas en Stock de coque y el Doctor Müller emigra desde Escocia para ser primero agente de la compañía Skoil y luego general de Bab el-Ehr.